# Fünfzigrappenstück
| Fünfzigrappenstück | Fünfzigrappenstück      |
| ------------------ | ----------------------- |
| Fünfzigrappenstück |                         |
| Daten              |                         |
| Legierung:         | 75 % Kupfer 25 % Nickel |
| Gewicht:           | 2,20 g                  |
| Durchmesser:       | 18,20 mm                |
| Dicke:             | 1,25 mm                 |
| Randprägung:       | gerippt                 |
| Künstler:          | Antoine Bovy            |

Das Fünfzigrappenstück, auch Fünfzigräppler (im Dialekt Füfzgi oder Füfzger(li)) genannt, gehört zur Schweizer Währung und hat den Wert eines halben Frankens, was 50 Rappen entspricht. Obwohl das Fünfzigrappenstück mit dem Aufdruck ½ Fr. versehen wird und in puncto Münzbild, Grösse und Gewicht (gemäss der ursprünglichen Legierung) der gleichen Serie wie Ein- und Zweifränkler angehört, wurde und wird es nicht als «Halbfränkler» bezeichnet, sondern ausschliesslich als Fünfzigrappenstück, «Füfzgi», Fünfziger oder Ähnliches und von der Bevölkerung als Rappen-Münze angesehen.

## Münzbild
Das Fünfzigrappenstück zeigt auf der Vorderseite den Münzwert (jedoch in der Einheit Franken (½ Fr.) und nicht Rappen) und die Jahreszahl im Kranz (linker Kranzteil: Eichenlaub, rechter Kranzteil: Rostblättrige Alpenrose). Auf der Rückseite befinden sich eine stehende Helvetia, sowie 23 fünfzackige Sterne, gleich wie beim Ein- und beim Zweifrankenstück. Mehr dazu siehe Zweifrankenstück.
Das Münzzeichen «B» unterhalb des Kranzes auf der Wertseite steht für die Eidgenössische Münzstätte in Bern. Ein Teil der Ausgaben von 1968, 1969 und 1970 wurde in London geprägt, wobei diejenigen von 1968 und 1969 von den Berner Ausgaben dadurch unterscheidbar sind, dass sie kein Münzzeichen tragen. Von 1970 bis 1985 wurde jedoch auf allen Prägungen das Münzzeichen weggelassen.

## Zusammensetzung
Das Fünfzigrappenstück ist kleiner, dünner und leichter als die werttieferen Zwanzig- und Zehn- und Zweirappenstücke (letztere ausser Kurs gesetzt) und sowohl Prägung als auch Motiv entsprechen den Ein- und Zweifrankenmünzen. Dies erklärt sich dadurch, dass das Fünfzigrappenstück ebenso wie Ein- und Zweifränkler sowie Fünfliber bis 1967 aus einer Silberlegierung bestanden, während die werttieferen Münzen nie resp. nur sehr wenig Edelmetall enthielten. Dabei war bei der ursprünglichen Erstausgabe darauf zu achten, dass der Edelmetallwert des verwendeten Silbers den Nominalwert der Münze nicht überstieg. Dennoch geschah dies in der Mitte des 20. Jahrhunderts. Entsprechend wurde ab 1968 die Legierung verändert.
Auf die ursprüngliche Silberlegierung ist zurückzuführen, dass das Fünfzigrappenstück entsprechend den Nominalwerten genau halb so schwer wie der Einfränkler und ein viertelmal so schwer wie der Zweifränkler ist.
Silberne Fünfzigrappenstücke sind zwar ausser Kurs gesetzt, aber noch immer gelegentlich im Umlauf. Da der Legierungsunterschied nur dem geübten Betrachter und bei Beachtung des Prägejahrs auffällt, werden diese problemlos zur Zahlung angenommen. Lukrativer ist jedoch der Verkauf solcher Münzen an Sammler.